# Bear Island, Nunavut (James Bay)
Bear Island är en ö i Kanada.   Den ligger i Jamesbukten i territoriet Nunavut, i den östra delen av landet, 1 100 km norr om huvudstaden Ottawa.